# San Juan de la Frontera
San Juan, formalment Ciudad San Juan, és una ciutat occidental de l'Argentina, gairebé al centre de la regió geogràfica de Cuyo, capital de la província de San Juan. Fou fundada el 13 de juny de 1562 pel conquistador Juan Jufré amb el nom de San Juan de la Frontera. A la fi de 1593 Luis Jufré de Loayza trasllada la ciutat a la seva ubicació actual.
Es caracteritza per ser una ciutat molt moderna amb amplis carrers i avingudes excel·lentment ben traçats amb senderes amples i una esplèndida vegetació d'arbres de diferents espècies, irrigats mitjançant canals o séquies, motiu pel qual també se la coneix com ‘la ciutat oasi’.
Conté una important infraestructura d'allotjament i transport. En destaquen modernes construccions, i als voltants, l'embassament i dic Ullum, termes, museus, importants plantacions de vinya, i indústries de diferents tipus, però hi destaca la indústria del vi.

## Fundació i conquesta
El 13 de juny de 1562, Juan Jufré i Montesa, avançat del tercer corrent colonitzador que va penetrar al territori pel nord, va fundar la ciutat de San Juan de la Frontera, la seva actual capital a la vall de Tucuna, en nom de Francisco de Villagra, capità general dels regnes de Xile i de sa majestat el rei Felip II d'Espanya. El nom de San Juan va ser posat en honor del sant patró de Jufré, sant Joan Baptista. A la fi de 1593, el riu San Juan va arrasar la ciutat; així fou que Luis Jufré de Loayza la trasllada 25 quadres al sud de la seva primera ubicació.

## Terratrèmol de 1944
El terratrèmol del 15 de gener de 1944 va ser la major tragèdia del segle xx. Es parla de 10.000 morts, d'una xifra encara major de ferits i de la destrucció gairebé total d'una ciutat. Es va produir a les 20:49, va arribar a 7,8 en l'escala de Richter; tingué una intensitat màxima de 9 graus en l'escala de Mercalli modificada i durà aproximadament un minut. L'epicentre se'n va situar a 20 km al nord de la ciutat de San Juan, en les proximitats de la localitat de La Laja, en el departament Albardón.

## Escut
L'escut de la ciutat té una forma original i predominant associada a la de l'escut d'armes del seu fundador, Juan Jufré, fixant-se en un quadrilàter partit, amb la base en punta, figurant a un costat; l'escac és d'atzur, plata i or, amb l'efígie de sant Joan Baptista, patró de la ciutat, de peu cinc roses iguals en sautor. Sobre el cap, sol flamíger d'or i capell frigi. Va ser creat per Decret núm. 99/1946. Imprès en el centenari de la municipalitat de la ciutat de San Juan.